# Sciara grzegorseki
Sciara grzegorseki är en tvåvingeart som först beskrevs av Rubsaamen 1894.  Sciara grzegorseki ingår i släktet Sciara och familjen sorgmyggor. Inga underarter finns listade i Catalogue of Life.